# Doodle (Dienst)
Doodle (IPA: [ˈduːdl̩], anhörenⓘ; vom Englischen to doodle für „kritzeln“) ist ein werbefinanzierter Onlinedienst zur Erstellung von Terminumfragen oder einfachen Online-Umfragen. Er wurde im Jahr 2007 gegründet. Die gleichnamige Schweizer Entwicklungsfirma stellt Onlinewerkzeuge zur Terminfindung bereit. Doodle hat Büros in Atlanta, Belgrad, Berlin, New York und Zürich.

## Technische Details
Die Grundfunktionen werden kostenlos angeboten, während zusätzliche Funktionen kostenpflichtig sind. Nutzer erstellen mit Doodle Online-Umfragen, um über Zeit und Datum eines Termins zu entscheiden. Der Umfragekoordinator trägt die beliebteste Zeit und das Datum im Kalender ein. Benutzer können auch Einzelgespräche planen.
Der Umfragekoordinator erhält eine Nachricht, wenn sich jemand an der Umfrage beteiligt hat. Benutzer können Buchungsseiten einrichten, auf denen Kunden Termine vereinbaren können. Bezahlte Abonnenten sehen keine Werbung. Sie können auch Funktionen wie unbegrenzte Buchungsseiten, Single Sign-On, anpassbares Branding und Aktivitätsberichte nutzen.
Externe Webdienste wie Google Kalender, Google Maps, Microsoft Outlook, Apple Kalender oder Yahoo Kalender können integriert werden.
Die Eingabe-Oberfläche von Doodle lag 2023 in fünf Sprachen vor, wurde aber zeitweise in bis zu 31 Sprachen (April 2011) angeboten. Während der COVID-19-Pandemie wurde Doodle um die Integration mit Software wie Zoom, Microsoft Teams und Zapier erweitert.
Doodle kann auf Mobiltelefonen verwendet werden, und seit 2014 ist eine App für iOS und Android verfügbar.

## Geschichte
Doodle, engl. für «Gekritzel». wurde im Jahr 2003 vom Schweizer Informatiker und ETH-Absolventen Michael Näf entwickelt, als er ein Essen mit mehreren Freunden organisieren wollte. 2007 gründete Näf zusammen mit seinem ehemaligen Studienkollegen Paul E. Sevinç die Firma Inturico Engineering GmbH mit Sitz in Zürich, die später in die Doodle AG überführt wurde. Das Unternehmen kümmert sich um die Weiterentwicklung und Vermarktung von Doodle.
2008 beteiligten sich die Finanzgesellschaft Creathor Venture und die Innovationsstiftung der Schwyzer Kantonalbank an Doodle. Im Mai 2011 beteiligt sich das Schweizer Medienhaus Tamedia mit 49 Prozent an Doodle.
Der bisherige Minderheitsaktionär Tamedia aus Zürich hatte Anfang 2014 angekündigt, dass er im Laufe des Jahres 2014 die Firma Doodle AG vollständig übernehmen wird. Im Februar 2014 übernahm Michael Brecht von Tamedia die Geschäftsführung vom Gründer Michael Näf.
Im Jahr 2016 gab Doodle bekannt, dass sie Meekan übernehmen würden. Meekan war ein Chatbot, der künstliche Intelligenz für die private Terminverwaltung nutzte. Seit 2019 liegt die Geschäftsführung bei Renato Profico. 2020 wurde die Anzahl der Mitarbeiter auf 104 mehr als verdoppelt.
Im Jahr 2022 führte Doodle eine neue Website und Markenidentität ein.
Im Mai 2025 wurde Christian Fielitz zum neuen CEO von Doodle ernannt und trat damit die Nachfolge von Renato Profico an.

## Nutzung
Im Jahr 2016 wurde Doodle von mehr als 180 Millionen Nutzern weltweit verwendet. Forscher der Harvard University stellten fest, dass die Nutzung der Website stark durch Mundpropaganda verbreitet wurde.

## Rezeption und Kritik
Doodle gewann 2017 den Ehrenpreis bei den Best of Swiss Web-Ehrenpreis. Die Website wurde mit dem CH Open Source Award in der Kategorie Business Case ausgezeichnet. Die amerikanische Publikation TechRadar kürte Doodle zu einer der „besten Zeitplan-Apps des Jahres 2023“. PC Magazine veröffentlichte positive Bewertungen der PC- und Mobil-App und zeichnete Doodle mit dem Editors’ Choice Award aus.
Der 2022 eingeführte Zwang mit der Version 5, dass Teilnehmer bei einer Terminumfrage ihre E-Mail-Adresse angeben müssen, brachte laut IT Magazine viel Kritik hervor.